# 傅璋
傅璋，清朝政治人物。
道光六年，接替穆晉泰。署任江蘇荆溪縣知縣。后由趙懷鍔接任。